# 이케와키 치즈루
이케와키 치즈루(일본어: 池脇 千鶴, IPA: ikewaki ʨizu͍ɺu͍, 1981년 11월 21일 ~ )는 일본의 오사카부 출신 배우이다. 소속사는 요시모토 흥업 계통의 에스・에스・엠으로, 오사카 부립 타마가와 고등학교(大阪府立玉川高等学校) (현 오사카 부립 히라오카쇼후 고등학교(大阪府立枚岡樟風高等学校))를 중퇴했다. 애칭은 치이쨩(ちぃちゃん)이다.

## 약력
1997년, 테레비 도쿄의 오디션 리얼리티 프로그램 ASAYAN에서 기획한 《CM 미소녀 기획 오카무라 타카시의 여동생》 제 2탄 《미츠이의 리하우스》리하우스 걸(rehouse girl) 오디션에 참가하여 이치가와 준(市川準) 감독의 눈에 띄고, 8000명 중에서 제 8대 리하우스 걸로 선발되어 데뷰. 이후 연기력을 높이 평가받아, 당시로서는 처음으로 3년 연속 미츠이 부동산 판매 주식회사의 리하우스 걸로 선출되었다. 2000년에는 이 TV 광고로 40th ACC CM FESTIVAL 주연상을 수상했다.
1999년, 이치가와 준 감독의 작품 《오사카 이야기》(大阪物語)에서 사와다 켄지(沢田研二)와 다나카 유코(田中裕子)가 연기한 부부 만담가의 딸 시모츠키 와카나(霜月若菜) 역을 맡아 영화에 데뷰. 제 54회 마이니치 영화 콩쿨・스포츠닛폰 그랑프리 신인상, 제 73회 키네마 순보(キネマ旬報) 신인 여우상 등을 수상했다.
2001년~2002년, NHK 연속 테레비 소설 《진짜》(ほんまもん) 주연.
2002년, 스튜디오 지브리의 장편 애니메이션 영화 《고양이의 보은》(猫の恩返し)에서 주역 요시오카 하루(吉岡ハル)의 목소리를 담당, 성우 첫 도전.
2003년, 영화 《조제, 호랑이 그리고 물고기들》(ジョゼと虎と魚たち)에 출연했고, 2004년에 열린 제18회 다카사키 영화제 최우수 주연 여우상을 수상. 한국에서도 관객들의 호평을 받으며 재개봉되었으며, 본인과 이누도 잇신을 한국에 알리는 계기가 되었다. 이후 영화 홍보를 위해 수 차례 한국을 방문한다.
2007년, NHK 대하 드라마 《풍림화산》(風林火山)에서는 주연급 히로인 중 한 명인 산조 부인으로 발탁되어, 일반적으로 알려진 산조 부인의 악녀 이미지를 뒤집는, 마음씨가 아름다운 여성을 연기.

## 인물
- 고양이를 네 마리 키우고 있다.
- 영화 《스트로베리 쇼트케이크》(ストロベリーショートケイクス)의 특전 DVD에서 「사랑보다 친구가 소중하다」는 질문에 NO라고 답했다.

## 출연

### 드라마
- NHK 대하 드라마 《도쿠가와 요시노부》(徳川慶喜) (1998년, NHK) - 사쿠라(さくら) 역
- BS 드라마 《무명 손수건 2 ~라이트 윈즈(right winds) 이야기~》(木綿のハンカチ2 ～ライトウインズ物語～) (1998년, NHK) - 기무라 메구미(木村めぐみ) 역
- 니혼 테레비 개국 45주년 기념 프로그램 《세기말의 시》(世紀末の詩) 제 7화 〈사랑하는 쿠페 빵〉(恋するコッペパン) (1998년, 니혼 테레비) - 이시다 료코(石田涼子) 역
- 《구명병동 24시》(救命病棟24時) 제 8화 (1999년, 후지 테레비) - 오하라 나오코(大原奈緒子) 역
- 《립스틱》(リップスティック) (1999년, 후지 테레비) - 이가와 마시로(井川真白) 역
- 금요 엔터테인먼트 《한여름의 공포 미스테리 2 정말로 있었던 무서운 이야기》(真夏の恐怖ミステリー2 ほんとにあった怖い話) (1)서장(序章) (1999년, 후지 테레비)
- 금요 드라마 《아름다운 사람》(美しい人) (1999년, TBS) - 가도쿠라 준(門倉純) 역
- 2000년 정월 스페셜 무코다 구니코(向田邦子) 신춘 드라마 《아・웅》(あ・うん) (2000년, TBS) - 미즈타 사토코(水田さと子) 역
- 가네보 휴먼 스페셜 최종회 〈대지의 고고(呱呱) 소리가 들린다 - 15살 이치고 담묵화 -〉(大地の産声が聞こえる―15才 いちご薄書―) (2000년, 니혼 테레비) - 사카키다 이치고(榊田いちご) 역
- 드라마 스페셜 테즈카 오사무 극장 《룬은 바람 속》(るんは風の中) (2000년, 테레비 아사히) 주연 - 룬(るん) 역
- 《Summer Snow》 (2000년, TBS) - 시노다 지카(篠田知佳) 역
- 신고 마마 드라마 스페셜 《「오하」는 세계를 구한다 !》(「おっはー」は世界を救う！) (2001년, 후지 테레비)
- 니혼 텔레콤 감동 드라마 스페셜 《몇 개의 바다를 넘어》(いくつもの海を越えて) (2001년, 니혼 테레비) - 지아키(千秋) 역
- 월요 드라마 스페셜 《모업실격》(母業失格) (2001년, TBS) - 이노우에 로미(井上路望) 역
- 토요 와이드 극장 《하늘의 눈동자 2》(天の瞳2) (2001년, 테레비 아사히) - 오무라 케이코(大村慧子) 역
- 《학교의 괴담 봄 원령 스페셜》(学校の怪談 春の物の怪スペシャル) 〈뭔가가 씌였다〉(何かが憑いている) (2001년, 간사이 테레비) 주연 - 마키(真希) 역
- 연속 테레비 소설 《진짜》(ほんまもん) (2001년~2002년, NHK) 주연 - 야마나카(마츠오카) 고노하(山中(松岡)木葉) 역
- 신춘 드라마 스페셜 《철도원・청춘편》(鉄道員（ぽっぽや）・青春編) (2002년, 테레비 아사히) - 유키코(雪子) 역
- 캐논 스페셜 《기타노 다케시의 색채 대기행 ~진실의 색을 찾아서~》(北野武の色彩大紀行～真実の色を求めて～) (2002년, 테레비 아사히)
- 도시바 일요 극장 《태양의 계절》(太陽の季節) (2002년, TBS) 주연 - 이즈미 에이코(和泉英子) 역
- 화요 시대극 《100가지 무서운 이야기》(怪談百物語) 제 9회 〈고스트〉(ゴースト) (2002년, 후지 테레비) - 오마사(おまさ) 역
- 크리스마스 이브 드라마 스페셜 〈그녀들의 크리스마스 ~이브의 여행~〉(彼女たちのクリスマス ～イブの旅立ち～) (2002년, 후지 테레비) - 시바타 유미코(柴田弓子) 역
- 《파트너》(相棒) 시즌 1 최종화 〈오후 9시 30분의 복수~특명계, 최후의 사건〉(午後9時30分の復讐〜特命係、最後の事件) (2002년, 테레비 아사히) - 가와바타 란코(川端蘭子) 역
- 드라마 스페셜 《LOVERS》 SWEET SIDE 〈낙타 코트를 나에게〉(キャメルのコートを私に) (2003년, TBS) - 미오(ミオ) 역
- 화요 시대극 《오오쿠》(大奥) (2003년, 후지 테레비) 주연 - 마루(まる) 역
- NHK 연속 드라마 《소방대원 코마치》(火消し屋小町) (2004년, NHK 종합) 주연 - 미나미 나츠코(南夏子) 역
- 신춘 드라마 축제 〈나니와 금융도 6〉(ナニワ金融道6) (2005년, 후지 테레비) - 이치무라 아케미(市村朱美) 역
- NHK 스페셜 종전 60년 기획 《코끼리 열차가 왔다》(象列車がやってきた) (2005년, NHK) 주연 - 도모베 유리(友部ユリ) 역
- 《30분 도깨비》(30minutes鬼) #6 게스트 (2005년, 테레비 도쿄)
- 금요 나이트 드라마 《시효 경찰》 제 2화 〈우연도 극에 달하면 필연이 된다 해도 과언이 아니다 !〉(偶然も極まれば必然となると言っても過言ではないのだ!) (2006년, 테레비 아사히) - 후지야마 시오리(藤山しおり) 역
- 감동 드라마 특별 기획 《조금은, 보은이 되었을까》(少しは、恩返しができたかな) (2006년, TBS) - 사사키 미오(佐々木実緒) 역
- 《세상의 기묘한 이야기》 15주년 특별편 〈리플레이〉(リプレイ) (2006년, 후지 테레비) 주연 - 도무라 료코(戸村涼子) 역
- NHK 《금토쿠》(金とく) 〈지정거림〉(みちくさ) (2006년, NHK 종합 도카이・호쿠리쿠 방송)
- 대하 드라마 《풍림화산》 (2007년, NHK) - 산조 부인(三条夫人) 역
- 《죽는 줄 알았다》(死ぬかと思った) 제 13화 〈49일〉(四十九日) (2007년, 니혼 테레비) - 나루미(鳴海) 역
- 토요 드라마 《형사의 현장》(刑事の現場) (2008년, NHK) - 세토야마 미즈호(瀬戸山瑞穂) 역
- 《곤조 전설의 형사》(ゴンゾウ 伝説の刑事) (2008년, 테레비 아사히) - 사에키 쿄코(佐伯杏子) 역
- 칫솔/여자친구 (2016년 1월 5일 ~ 현재 NHK) - 인기 작가의 동창생 역
- 토요 드라마 《그 여자, 지르바》(その女、ジルバ) (2021년, 후지 테레비) 주연 - 우스이 아라타(笛吹新) 역, 지르바(ジルバ) 역

### 영화
- 《오사카 이야기》(大阪物語) (이치가와 준(市川準) 감독, 1999년) 주연 - 시모츠키 와카나(霜月若菜) 역
- 《금발의 초원》(金髪の草原) (이누도 잇신 감독, 2000년) 주연 - 고다이 나리스(古代なりす) 역
- 《화장사》(化粧師 KEWAISHI) (다나카 미츠토시(田中光敏) 감독, 2002년) - 누마타 도키코(沼田時子) 역
- 《고양이의 보은》(猫の恩返し) (모리타 히로유키(森田宏幸) 감독, 2002년) 주역 - 요시오카 하루(吉岡ハル) 역
- 《조제, 호랑이 그리고 물고기들》(ジョゼと虎と魚たち) (이누도 잇신 감독, 2003년) 주연 - 조제(ジョゼ) 역
- 《오늘의 사건 사고》(きょうのできごと - a day on the planet -) (유키사다 이사오(行定勲) 감독, 2003년) - 치요(ちよ) 역
- 《히비》(火火) (다카하시 반메이(高橋伴明) 감독, 2005년) - 나가사카 미도리(長坂みどり) 역
- 《누구를 위해》(誰がために) (휴가지 다로(日向寺太郎) 감독, 2005년) - 마리(マリ) 역
- 《기동전사 Z 건담 II 연인들》(機動戦士ΖガンダムII A New Translation -恋人たち-) (도미노 요시유키(富野由悠季) 감독, 2005년) - 사라 자비아로프(Sarah Zabiarov) 역
- 《나이스의 숲 - 퍼스트 컨택트》(ナイスの森〜The First Contact〜) (이시이 가츠히토(石井克人), 이시미네 하지메(伊志嶺一), 미키 슌이치로(三木俊一郎) 감독, 2006년) - 이치코(イチコ) 역
- 《스트로베리 쇼트케이크》(ストロベリーショートケイクス) (야사키 히토시(矢崎仁司) 감독, 2006년) 주연 - 사토코(里子) 역
- 《피아노의 숲》(ピアノの森) (고지마 마사유키(小島正幸) 감독, 2007년) - 이치노세 레이코(一ノ瀬怜子) 역
- 《음표와 다시마》(音符と昆布) (이노우에 하루오(井上春生) 감독, 2008년) 주연 - 고구레 가린(小暮かりん) 역
- 《개와 나의 10가지 약속》(犬と私の10の約束) (모토키 가츠히데(本木克英) 감독, 2008년) - 이노우에 유코(井上ゆうこ) 역
- 《언덕을 넘어》(丘を越えて) (다카하시 반메이(高橋伴明) 감독, 2008년) - 호소카와 요코(細川葉子) 역
- 《반딧불의 묘》(火垂るの墓) (휴가지 다로(日向寺太郎) 감독, 2008년) - 젊은 미망인 역
- 《20세기 소년 제 1장》(20世紀少年 第1章) (즈츠미 유키히코(堤幸彦) 감독, 2008년) - 아르바이트 점원 에리카(エリカ) 역
- 《홈리스 중학생》(ホームレス中学生) (후루야마 도모유키(古厩智之) 감독, 2008년) - 다무라 사치코(田村幸子) 역
- 《오이시맨》(おいしいマン) (김정중 감독, 2009년) 주연 - 메구미(めぐみ) 역
- 《블레임 인류멸망2011》(感染列島) (제제 다카히사(瀬々敬久) 감독, 2009년) - 마나베 마미(真鍋麻美) 역
- 《신의 카르테》 (2011년)
- 《버니드롭》 (다나카 히로유키 감독, 2011년) 조연 - 고토유키 역
- 《행복한 사전》 (이시이 유야 감독, 2013년) 조연 - 미요시 레미 역
- 《그곳에서만 빛난다》(そこのみにて光輝く) (오미보(呉美保) 감독, 2014년) - 오오시로 치나츠(大城千夏) 역
- 《너는 착한 아이》 (2015)
- 《반짝반짝 안경》(きらきら眼鏡) (이누도 카즈토시(犬童一利) 감독, 2018년) - 오오타키 아카네(大滝あかね) 역

### 버라이어티
- 《빙글빙글 나인티나인》(ぐるぐるナインティナイン) (2000년 4월 14일, 니혼 테레비) 일본 아카데미상 수상식 회장 〈거물 연예인과 스냅 사진을 찍을 수 있을까 !?〉
- 《토요 스튜디오 파크》(土曜スタジオパーク) (2001년 10월 6일, NHK)
- 《심야의 별》(深夜の星) 태양의 계절 스페셜 (2002년 7월 3일, TBS)
- 《하나마루 마켓》(はなまるマーケット) (2002년 7월 26일, 2006년 3월 22일, 2008년 10월 21일, TBS) 〈하나마루 카페〉(はなまるカフェ) 코너
- 《왕의 브런치》(王様のブランチ) (2002년 8월 24일, TBS) 〈착신 멜로디 수사대〉(着メロ調査隊) 코너
- 프로야구 〈요코하마 vs 교진〉(横浜 vs 巨人) (요코하마 스타디움) (2002년 9월 1일, TBS) 게스트 출연
- 《탐정 ! 나이트 스쿠프》(探偵!ナイトスクープ) (2008년 5월 16일, 아사히 방송)
- 《SMAP×SMAP》 (2008년 3월 18일, 후지 테레비)
- 《감사합니다 하마무라 준입니다》(ありがとう浜村淳です) (2008년 4월 30일, MBS)
- 〈우리들 다무라가 삼형제 ! 고이케, 니시노, 이케와키의 토크의 저 편 SP〉(我ら田村家三兄弟！小池、西野、池脇のトークの向こう側SP) (2008년 10월 20일, 후지 테레비 CS721)
- 《누구라도 파란폭소》(誰だって波瀾爆笑) (2008년 10월 26일, 니혼 테레비)

### 전문 방송
- 《M size》 9월의 게스트 (2006년 9월 7일, 14일, 21일, 28일, MTV)
- 《핫 시네마》(ほっとシネマ) (2006년 9월 16일, CS)
- 《시네마 통신》(シネマ通信) (2006년 9월 21일, 테레비 도쿄)
- 《플레시네》(プレシネ) (2008년 5월 15일, 간사이 테레비)

### 내레이션
- 〈아시아에 사는 어린이들 어머니를 만나고 싶어 ~필리핀・무슬림의 오빠와 여동생~〉(アジアに生きる子どもたち お母さんに会いたい～フィリピン・ムスリムの兄と妹～) (2004년, NHK)
- 〈굴레・맹도견 훈련사〉(絆・盲導犬訓練士) (2006년, KSB)
- 《NNN 다큐멘터리》(NNNドキュメント) '06〈하이쿠 걸즈 한여름의 사랑도 눈물도 5・7・5〉(俳句ガールズ　ひと夏の恋も涙も五・七・五) (2006년, NTV)
- 《DISCOVERY OF OCEAN》돌고래 및 펭귄 부분 (DISCOVERY OF OCEAN －ディスカバリー・オブ・オーシャン－) (2006년, DVD 발매) ASIN B000NOITGK
- 《더 다큐멘터리》(ザ・ドキュメンタリー) 〈웃으며 살아요〉(笑って生きて) (2009년 2월 14일, 테레비 도쿄)
- 《스포츠 대륙》(スポーツ大陸) 〈공보다 빠르게 ~바스켓 이가라시 케이~〉(ボールより速く ～バスケット 五十嵐圭～) (2009년 2월 27일, NHK)

### 라디오 드라마
- 《스트림》(ストリーム) (2002년 9월 13일, TBS 라디오)
- 《Lasse Hallström이 잘 발음이 안 돼》(ラッセ・ハルストレムがうまく言えない) (구보타 다카시(窪田崇) 감독, 2004년 12월~2005년 1월, JFN 계)

### 연극
- 《젊은 날의 고흐》(若き日のゴッホ) (니콜라스 라이트(Nicholas Wright) 작, 자일스 블록(Giles Block) 연출, 2003년)

### TV 광고
- 미츠이 부동산 판매 / 〈미츠이의 리하우스〉(三井のリハウス) (1997년~2000년)
- NTT DoCoMo 간사이 / 〈디지털 무버〉(デジタルムーバ) (1997년~1998년)
- UHA 미각당 / 〈피핀 퓨어〉(ピピンピュア) (1998년~1999년)
- P&G / 〈위스퍼 프레쉬 슬림〉(ウィスパー フレッシュ スリム) (1999년)
- 니혼 텔레콤 / 〈ODN〉 (1999년~2001년)
- HOYA 비젼 케어 컴패니 / 〈HOYALUX〉 (1999년~2001년)
- 다이도 드링코 / 〈미스티오〉(ミスティオ) (1999년)
- 마츠시타 전기 산업 / 〈내셔널 이미지 캐릭터〉(ナショナル イメージキャラクター) (2000년~2002년)
- 농림 중앙 금고 (2000년~2002년)
- 라이온 / 〈비트윈 라이온〉(ビトイーンライオン) (2001년~2002년)
- 기린 맥주 / 〈노도고시＜生＞〉(のどごし＜生＞) (2007년)
- 국세청 〈세금을 생각하는 주간 2007〉(税を考える週間2007) (2007년~)

### 서적
- 《이케와키 치즈루 그대로의 나》(池脇千鶴 そのままの私) (1999년, 일본문예사(日本文芸社)) ISBN 4-537-02677-4
- 《NHK 대하 드라마・스토리 풍림화산 전편・후편》(NHK大河ドラマ・ストーリー　風林火山 前編・後編) (2006년, NHK出版) ISBN 978-4-14-923345-1, ISBN 978-4-14-923346-8
- 《풍림화산 완전 가이드북》(風林火山　完全ガイドブック) (2006년, 도쿄 뉴스 통신사(東京ニュース通信社)) ISBN 978-4-924566-63-7
- 《별책 더 텔레비전 NHK 대하 드라마 풍림화산》(別冊ザテレビジョン　NHK大河ドラマ風林火山) (2006년, 가도카와 서점(角川書店)) ISBN 4-04-894480-0C9476

### 사진집
- 《Hanapepe》 (1999년, 티・아이・에스(ティ・アイ・エス)) ISBN 4-88618-194-5
- 《tesoro》 (2000년, 가도카와 서점(角川書店)) ISBN 4-04-853271-5
- 《똑바로》(まっすぐ) (2002년, 와니 북스(ワニブックス)) ISBN 4-8470-2745-0
- 《월간 이케와키 치즈루》(月刊池脇千鶴) (2006년, 신초샤(新潮社)) ISBN 4-10-790160-2

### 기타
- mixi 드라마 《평범하지 않아。extraordinary》(普通じゃない。extraordinary) (2007년, mixi) 주연 - 미쿠리야 시이나(御厨しいな) 역
- 나고야시 의회 의원 선거 고지 포스터 (2007년, 아이치현)
- 국세청 〈세금을 생각하는 주간〉 광고 캠페인 캐릭터 (2007년, 국세청)

## 수상 내역
- 1999년 영화 《오사카 이야기》(大阪物語)
  - 제 25회 오사카 영화제(おおさか映画祭) 최우수 신인상
  - 제 24회 호치 영화상(報知映画賞) 최우수 신인상
  - 제 54회 마이니치 영화 콩쿠르(毎日映画コンクール) 스포니치(スポニチ) 그랑프리 신인상
  - 제 21회 요코하마 영화제(ヨコハマ映画祭) 최우수 신인상
  - 제 14회 다카사키 영화제(高崎映画祭) 최우수 신인 여우상
  - 제 73회 키네마 준보(キネマ旬報) 일본 영화 신인 여우상
  - 제 23회 일본 아카데미상(日本アカデミー賞) 신인 배우상
- 2000년 TV 광고 〈미츠이의 리하우스〉(三井のリハウス)
  - 제 40회 ACC CM FESTIVAL ACC 주연상
- 2002년 드라마 《태양의 계절》(太陽の季節)
  - 제 10회 하시다상(橋田賞) 하시다 신인상
- 2004년 영화 《조제, 호랑이 그리고 물고기들》(ジョゼと虎と魚たち)
  - 제 18회 다카사키 영화제(高崎映画祭) 최우수 주연 여우상